# Мало Вуковје
Мало Вуковје (хрв. Malo Vukovje) је насељено место у саставу града Гарешнице, Бјеловарско-билогорска жупанија, Хрватска.

## Историја
До територијалне реорганизације у Хрватској било је у саставу старе општине Гарешница.

## Становништво
У попису становништва из 2011. године, Мало Вуковје је имало 122 становника.
| Број становника према пописима | Број становника према пописима | Број становника према пописима | Број становника према пописима | Број становника према пописима | Број становника према пописима | Број становника према пописима | Број становника према пописима | Број становника према пописима | Број становника према пописима | Број становника према пописима | Број становника према пописима | Број становника према пописима | Број становника према пописима | Број становника према пописима | Број становника према пописима |
| ------------------------------ | ------------------------------ | ------------------------------ | ------------------------------ | ------------------------------ | ------------------------------ | ------------------------------ | ------------------------------ | ------------------------------ | ------------------------------ | ------------------------------ | ------------------------------ | ------------------------------ | ------------------------------ | ------------------------------ | ------------------------------ |
| 1857                           | 1869                           | 1880                           | 1890                           | 1900                           | 1910                           | 1921                           | 1931                           | 1948                           | 1953                           | 1961                           | 1971                           | 1981                           | 1991                           | 2001                           | 2011                           |
| 0                              | 0                              | 127                            | 197                            | 322                            | 338                            | 372                            | 404                            | 378                            | 387                            | 314                            | 246                            | 211                            | 177                            | 145                            | 122                            |

Напомена: Име Мало Вуковје долази из пописа из 1869. са подацима приказаним од 1880. За 1857. и 1869. насеље је исказивано под именом Вуковје. Подаци за то некадашње насеље налазе се у насељу Велико Вуковје.

### Попис1991.
У попису становништва из 1991. године, Мало Вуковје имало је 177 становника, следећег националног састава:
| Попис 1991.‍  | Попис 1991.‍  | Попис 1991.‍ | Попис 1991.‍ | Попис 1991.‍ |
| ------------ | ------------ | ----------- | ----------- | ----------- |
|              |              |             |             |             |
| Хрвати       | Хрвати       |             | 127         | 71,75%      |
| Срби         | Срби         |             | 37          | 20,90%      |
| Словенци     | Словенци     |             | 2           | 1,12%       |
| Словаци      | Словаци      |             | 1           | 0,56%       |
| неопредељени | неопредељени |             | 1           | 0,56%       |
| непознато    | непознато    |             | 9           | 5,08%       |
| укупно: 177  |              |             |             |             |

### Попис1910.
| Мало Вуковје                                                                              | Мало Вуковје |
| ----------------------------------------------------------------------------------------- | --- |
| језик                                                                                     | вера |
| укупно: 338 Хрватски 191 (56,50%) Српски 136 (40,23%) Мађарски 10 (2,95%) Чешки 1 (0,29%) | <div style="border:solid transparent;position:absolute;width:100px;line-height:0;<div style="border:solid transparent;position:absolute;width:100px;line-height:0; укупно: 338 Римокатолици 202 (59,76%) Православци 136 (40,23%) - (-%) |